# Вища школа економічних та комерційних наук
49°01′59″ пн. ш. 2°04′40″ сх. д. / 49.033055555556° пн. ш. 2.0777777777778° сх. д.
Вища школа економічних та комерційних наук (фр. École Supérieure des Sciences Économiques et Commerciales; ESSEC) — спеціалізована вища освітня установа у Франції.

## Загальні відомості
Школа заснована у 1907 році. У школі навчається 3,5 тис. студентів з 70 країн. 30 % викладачів школи не є французами. Навчання в ESSEC здійснюється за програмами МВА, ЕМВА та доктора філософії.
Програми ЕМВА передбачають вибір студентами однієї з форм навчання: модульної — 14 навчальних сесій (1 навчальна сесія через 6 тижнів), у тому числі 13 п'ятиденних та 1 десятиденна; «Вихідного дня» (Weekend Track) — заняття проходять протягом 36 вікендів (по 2 вікенди на місяць) + п'ять чотириденних сесій.
Головний кампус школи розташований у м. Сержі-Понтуаз (28 км на Захід від Парижа). Крім цього, школа має кампус у передмісті Парижа Дефанс.
У 2004 році школа відкрила науковий і навчальний ESSEC Asian Center Asian Center) у Сінгапурі.

## Історія
ESSEC заснував 1907 року як Економічний інститут Фердинанд Ле Пеллетьє в Парижі. Ще на початку 19 століття в Парижі заснували кілька бізнес-шкіл для залучення іноземних студентів, але успішні до того часу бізнес-школи, такі як бізнес-школа ESCP та HEC Paris, були світськими університетами. Через суворе відокремлення церкви від держави, католицька церква прагнула відновити свій вплив у цей час, щоб мати можливість впроваджувати свої моральні концепції в економіку та готувати нове покоління менеджерів. Таким чином, ESSEC стала відповіддю католицької церкви на світські та республіканські тенденції того часу. Школа була започаткована в школі Святої Женев'єви, заснованій єзуїтами в 1854 році, і набрала на першому курсі сімох студентів, які спочатку навчалися протягом двох років.
Після прийняття законів про відокремлення церкви від держави у 1905 році, ESSEC була змушена знову відмовитися від своєї незалежності і була інтегрована в Католицький інститут Парижа (ICP). Як наслідок, на початку Першої світової війни в ній навчалося лише чотири студенти, а наступного року — двоє. У 1920 році на першому курсі знову було 50 студентів. До 1930 року кількість студентів зросла до 150.[9] Починаючи з 1930 року, школа знову мала проблеми із залученням здібних студентів. З 1941 року для вступу до ESSEC вперше були потрібні підготовчі курси (classes préparatoires). Французька торгова палата опублікувала стандартизовану систему підготовчих курсів у вищих комерційних школах, яка почала діяти з 1947 р. Спочатку ESSEC відмовилася впроваджувати ті самі стандарти, що й HEC та ESCP, і запропонувала свої власні підготовчі курси. Однак у 1951 році ESSEC відмовилася від свого особливого шляху і приєдналася до системи державних підготовчих курсів двох інших великих шкіл. Обов'язкове стажування наприкінці навчання вперше було запроваджено в 1950 році.